# Norwell (Massachusetts)
Norwell é uma vila localizada no condado de Plymouth no estado estadounidense de Massachusetts. No Censo de 2010 tinha uma população de 10.506 habitantes e uma densidade populacional de 190,97 pessoas por km².

## Geografia
Norwell encontra-se localizado nas coordenadas 42° 09′ 52″ N, 70° 49′ 08″ O. Segundo o Departamento do Censo dos Estados Unidos, Norwell tem uma superfície total de 55.01 km², da qual 54.2 km² correspondem a terra firme e (1.48%) 0.82 km² é água.

## Demografia
Segundo o censo de 2010, tinha 10.506 pessoas residindo em Norwell. A densidade populacional era de 190,97 hab./km². Dos 10.506 habitantes, Norwell estava composto pelo 96.27% brancos, o 0.61% eram afroamericanos, o 0.08% eram amerindios, o 1.72% eram asiáticos, o 0% eram insulares do Pacífico, o 0.3% eram de outras raças e o 1.02% pertenciam a duas ou mais raças. Do total da população o 1.22% eram hispanos ou latinos de qualquer raça.